# Route nationale 62 (Suède)
Pour les articles homonymes, voir Route nationale 62.
La route nationale 62 (en suédois : Riksväg 62) est une route nationale entre Karlstad et Långflon (sv) en Suède,.

## Présentation
La route nationale 62 s'étend dans le comté de Värmland sur 235 kilomètres.
La route, qui suit en grande partie le cours de la rivière Klarälven, bifurque à partir de la route européenne 18 à Karlstad du côté ouest de Karlstad, au centre commercial Bergvik.
La première partie de la route suit le même tracé routier que la route nationale 61, la route passe ensuite par Forshaga, la ville industrielle de Munkfors, Råda, Ekshärad.
Elle traverse ensuite Stöllet où elle croise la route européenne 45 et la route européenne 16.
Puis la route longe la rivière Klarälven et traverse les villages de Likanäs, Sysslebäck.
À Höljes (sv) elle passe à proximité de la centrale électrique d'Höljes (sv) et au hameau de Långflon (sv), la route traverse la frontière entre la Norvège et la Suède.
En Norvège elle est prolongée par la route nationale 26.

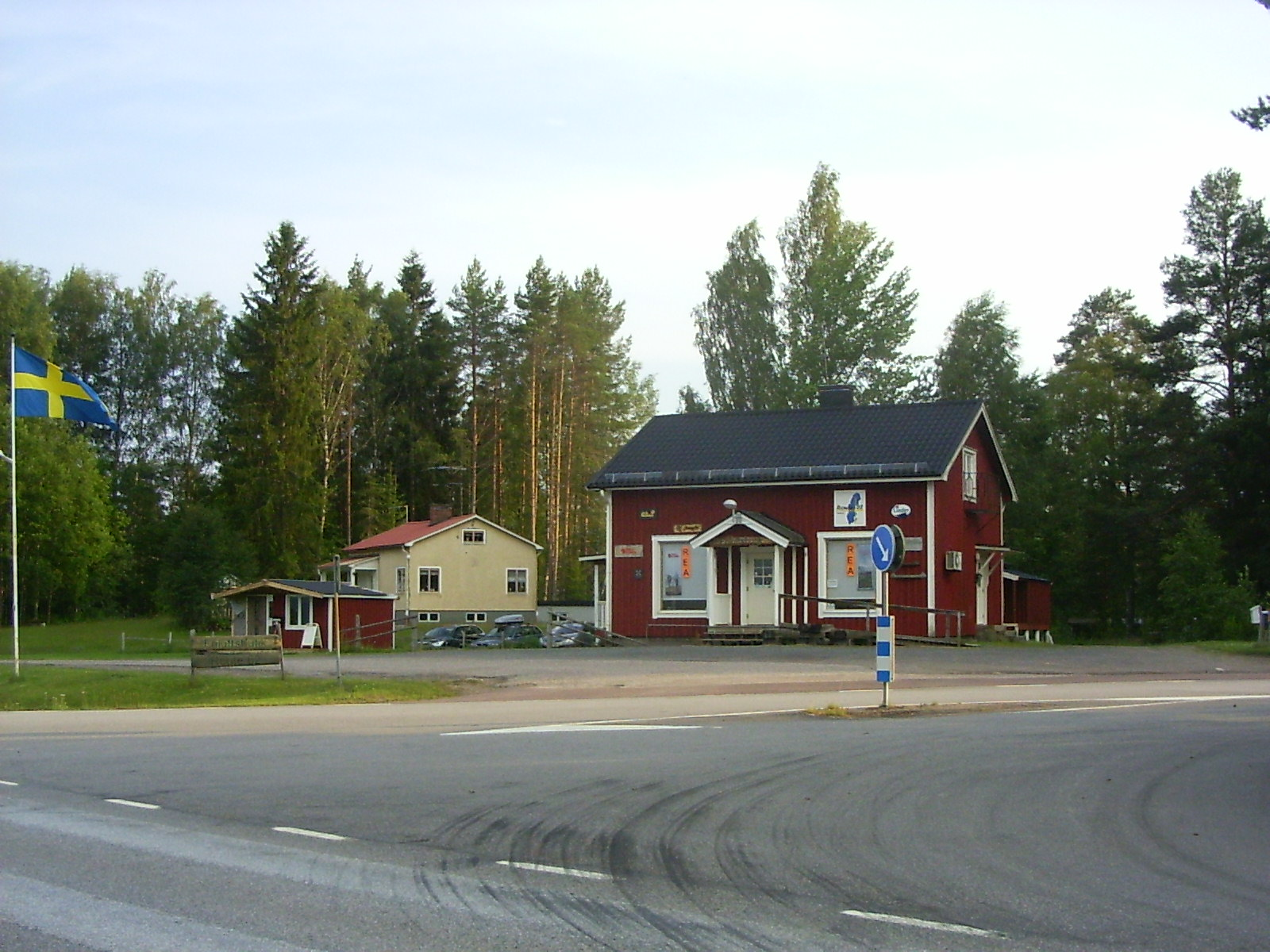
La route devant la boutique d'Edeback.

## Tracé
| Km     | Lieu          | Carte interactive |
| ------ | ------------- | ----------------- |
| 0 km   | Karlstad      |                   |
|        | Skåre         |                   |
|        | Forshaga      |                   |
|        | Deje          |                   |
|        | Munkfors      |                   |
|        | Hagfors       |                   |
|        | Edebäck       |                   |
|        | Ekshärad      |                   |
|        | Stöllet       |                   |
|        | Sysslebäck    |                   |
| 230 km | Långflon (sv) |                   |